# Euphorbia engleri
Euphorbia engleri es una especie fanerógama perteneciente a la familia de las euforbiáceas.  Es originaria de  África oriental.

## Taxonomía
Euphorbia engleri fue descrita por Ferdinand Albin Pax y publicado en Die Pflanzenwelt Ost-Afrikas C: 24. 1895.
Etimología
Euphorbia: nombre genérico que deriva del médico griego del rey Juba II de Mauritania (52 a 50 a. C. - 23), Euphorbus, en su honor – o en alusión a su gran vientre –  ya que usaba médicamente Euphorbia resinifera. En 1753 Carlos Linneo asignó el nombre a todo el género.
engleri: epíteto otorgado en honor del  botánico alemán Heinrich Gustav Adolf Engler (1844-1930), famoso por sus estudios de fitogeografía y taxonomía y por  la publicación de numerosos trabajos científicos como Syllabus der Pflanzenfamilien. Fue fundador y director hasta su fallecimiento de la afamada revista científica Botanische Jahrbücher für Systematik, Pflanzengeschichte und Pflanzengeographie.
Sinonimia
- Euphorbia pseudoengleri Pax[6][1]